# Nagy Gyula (színművész, 1858–1941)
Nagy Gyula, született: Richvalszki Kálmán Gyula, névváltozat: Richvalszky (Selyeb, 1858. november 28. – Szeged, 1941. február 3.) színész.

## Életútja
Richvalszki András és Richvalszki Zsuzsanna törvénytelen fiaként született, 1858. december 1-jén keresztelték. Miután gimnáziumi vizsgáit letette, 1878-ban megszökött gazdatiszt apjától, majd ez év novemberében Sátoraljaújhelyen Gerőfy Andor társulatában lépett színpadra mint első násznagy, Borzáné Marcsájában. 1880-ban Sztupa Andornál, 1881-ben Miskolcon Lászy Vilmosnál, majd Komlóssy Józsefnél, Krecsányi Ignácnál, Hubay Gusztávnál, Pesti Ihász Lajosnál és Makó Lajosnál játszott. Első jutalomjátéka 1891 márciusban volt Kecskeméten. Adán ünnepelte meg 30 éves színészjubileumát. Később évekig a szegedi színház könyvtárosaként dolgozott. 1914. szeptember 1-jén Szegeden vonult nyugdíjba. Halálát szívizomelfajulás, szívhűdés okozta. Felesége Süki Borbála volt.

## Szerepei
- Biliczky (Dolovai nábob)
- Gonosz Pista (Falu rossza)
- Ali (Szultán)
- Dér Pista (Huszárszerelem)
- Knabe (Miniszter előszobája)